# Pablo Machín
Pablo Machín Díez (Soria, 1975. április 7. –) spanyol labdarúgó, edző.

## Pályafutása
Pablo Machín a Numancia ifjúsági akadémiáján kezdte pályafutását. Az 1993–1994-es szezonban öt mérkőzésen pályára lépett a másodosztályban szereplő felnőtt csapatban, de többségében a tartalékcsapatban kapott lehetőséget. 1998-ban, 23 évesen egy súlyos térdsérülés miatt visszavonult a profi élsporttól.
2000-ben visszatért Numanciában, ahol kinevezték az utánpótlás élére. 2006-ban ő lett a tartalékcsapat edzője. A szezon végén a negyedosztály rájátszásába vezette a csapatot, majd az első csapatnál nevezték ki másodedzőnek.
2011. május 30-án őt nevezték ki a Numancia vezetőedzőjének a távozó Juan Carlos Unzué helyére. Két szezont töltött a csapat élén.
2014. március 9-én a másodosztályú Girona vezetőedzője lett, akiket a 2016–17-es szezon végén feljuttatott az élvonalba. Korábban, a 2014–15-ös szezon végén 3. lett a Gironával a Sehgunda Divisionban, de a feljutásért játszott play-offban nem sikerült kiharcolni az élvonalbeli szereplést.
A 2017–18-as szezont megelőzően szerződést hosszabbított a csapattal. Az idény végén 10. helyen zárt az újonc együttessel, amely csak hét ponttal maradt le az európai kupaszereplésről. Egyik kiemelkedőbb eredménye volt a csapatnak a Las Palmas elleni hazai 6–0-s győzelem.
Machín 2018. május 28-án a Sevilla vezetőedzője lett. Kétéves szerződést írt alá a klubbal, de a vártnál gyengébb szereplés miatt 2019. március 15-én menesztették, egy nappal a cseh Slavia Praha elleni vereséget követően.
2019. október 7-én az RCD Espanyol élére nevezték ki. December 23-án menesztették.

## Statisztikája vezetőedzőként
| Csapat     | –tól             | –ig                | Statisztika | Statisztika | Statisztika | Statisztika | Statisztika | Statisztika | Statisztika | Statisztika |
| Csapat     | –tól             | –ig                | M           | GY          | D           | V           | RG          | KG          | GK          | GY %        |
| ---------- | ---------------- | ------------------ | ----------- | ----------- | ----------- | ----------- | ----------- | ----------- | ----------- | ----------- |
| Numancia B | 2006. július 1.  | 2007. június 30.   | 42          | 21          | 15          | 6           | 61          | 36          | +25         | 50%         |
| Numancia   | 2011. június 30. | 2013. június 11.   | 87          | 28          | 29          | 30          | 109         | 112         | –3          | 32,18%      |
| Girona     | 2014. március 9. | 2018. május 28.    | 189         | 83          | 50          | 56          | 255         | 197         | +58         | 43,92%      |
| Sevilla    | 2018. május 28.  | 2019. március 15.  | 50          | 26          | 9           | 15          | 97          | 59          | +38         | 52%         |
| Espanyol   | 2019 október 7.  | 2019. december 23. | 15          | 4           | 3           | 8           | 19          | 23          | –4          | 26,67%      |

## Sikerei, díjai
Girona
- Segunda Division 2. hely, feljutás: 2016–17